# Hermann al II-lea de Köln

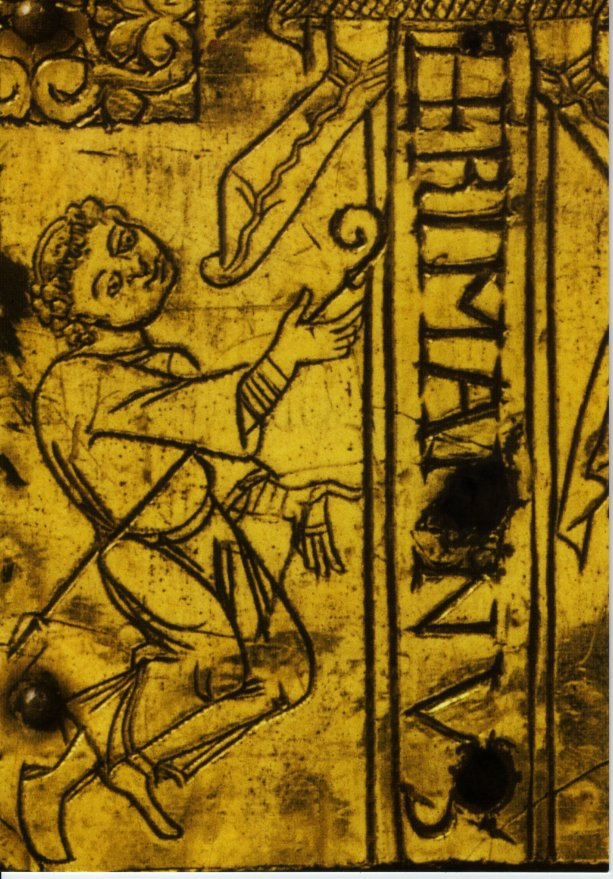
Reprezentare a arhiepiscopului Hermann al II-lea din Köln

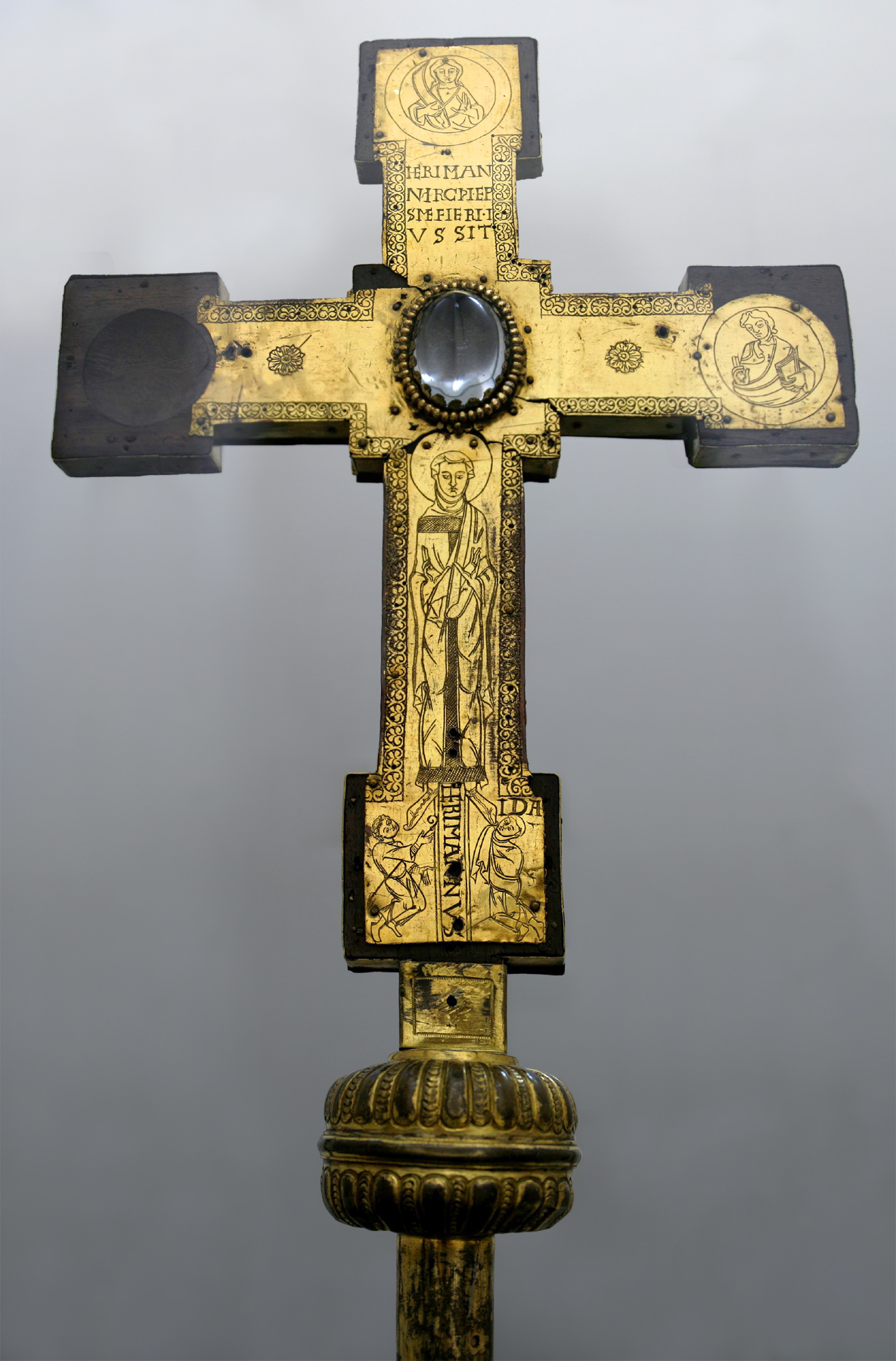
Portretul lui Hermann (Herimannvs) pe reversul de, ctitoria sa (sec. al XI-lea). Hermann este reprezentat în stânga jos, iar sora sa Ida în dreapta jos, amândoi la picioarele Maicii Domnului.

Hermann al II-lea de Köln (n. 995 d.Hr., Lorena, Franța – d. 11 februarie 1056, Köln, Electoratul de Köln⁠(d), germană Hermann der Zweite sau Heriman) a fost un arhiepiscop german din Evul Mediu Clasic, unul din cei mai influenți oameni din epoca sa. 

## Familia
Bunicul său pe linie maternă a fost împăratul Otto al II-lea al Sfântului Imperiu Roman, iar bunica sa a fost împărăteasa Theophanu, originară de la Constantinopol. Fratele său a fost Otto al II-lea de Suabia, iar sora sa a fost Richeza de Lorena, soția regelui Mieszko al II-lea Lambert al Poloniei.

## Cariera bisericească
Hermann a devenit întâistătător al Arhidiecezei de Köln în anul 1033, calitate în care l-a primit la Köln pe papa Leon al IX-lea în anul 1049, înainte de Marea Schismă.

## Legătura cu Sibiul
În anul 1223 este atestată pentru Sibiu denumirea în limba latină de Villa Hermanni, care a înlocuit vechea denumire de Cibinium. Acest fapt a fost explicat prin legătura sașilor cu arhiepiscopul Hermann respectiv cu regiunea lor de origine. După primirea drepturilor orășenești la mijlocul secolului al XIV-lea denumirea comună a Sibiului în limba germană este Hermannstadt (i.e., „Orașul lui Hermann”).